# D505i
mova D505i（ムーバ・ディー ごー まる ごー アイ）は、三菱電機製のNTTドコモの第二世代携帯電話(mova)端末である。

## 概要
505iシリーズとしては1番早く発売され、ドコモ初のQVGA液晶搭載モデルになった。メインディスプレイとサブディスプレイ共に、半透過反射型MD-TFD液晶が使われている。外部メモリーはメモリースティックDuo（128MBまで：ドコモ発表。それ以上は保証対象外）対応である。ドコモ初のメガピクセル出力対応となったメインカメラの性能は、スーパーCCDハニカム約63万画素、約123万画素の画像出力に対応している。また、「スピンアイ」という、端末を閉じるとカメラが外側を向き、端末を開くとサブ用に使えるよう内側を向く構造を採用している。そのため、風景等の撮影は、常に本体を閉じて、サブディスプレイを見て行うこととなる。動画機能とサブカメラは搭載していない。着信メロディは48和音対応。QVGA液晶を生かした明朝体のようなフォントも搭載されていた。
「スピンアイ」の商号は三菱電機に商標登録されている。（商標登録番号 第4714972号）
iアプリは、「Dimo i絵文字メール」、「珍さんのTVリモコン」などを搭載。
505iシリーズ共通の特徴として、QVGA液晶とメガピクセルカメラ搭載である。iアプリは504相当をさらに拡張した230KB（ダウンロード30KB、スクラッチパッド200KB）の仕様になりiアプリDXになった。
なお、NTTドコモ関西が地区限定で、端末カラーが「アクアブルー」の、ジュエリーブランド「4℃」とのコラボレーションモデルを追加発売していた。

## テレビCM
金城武が出演。横撮りを強調していた。このテレビCMには8代目三菱・ギャランなどの三菱自動車の車が多数登場していた。

## 歴史
- 2003年2月7日　 電気通信端末機器審査協会による技術基準適合認定の設計認証（設計認証番号A03-0051JP、J03-0006）
- 2003年2月10日　テレコムエンジニアリングセンターによる技術基準適合証明の工事設計認証（工事設計認証番号01WAA1077）
- 2003年4月6日　 N505i・F505i・P505i・SH505i・SO505iと同時にドコモより発表。
- 2003年5月23日　発売開始。
- 2003年6月4日　「通知不可能着信時」や「相手表示設定・メール着信」の確認画面で、実際の設定と異なる表示がされるとドコモが発表。
- 2003年8月1日　 ジュエリーブランド「4℃」とのコラボレーションによるPREMIUM EDITION D505i aqua blueを関西地区限定で発売。
- 2012年3月31日　movaサービス終了により使用はこの日限りとなる。